# Hundorp
Hundorp är en tätort och kyrkby som utgör centralort i Sør-Frons kommun i Innlandet fylke i Norge. Orten ligger i Gudbrandsdalen, vid Europaväg 6, Dovrebanan och älven Gudbrandsdalslågen. Här finns Sør-Frons kyrka.

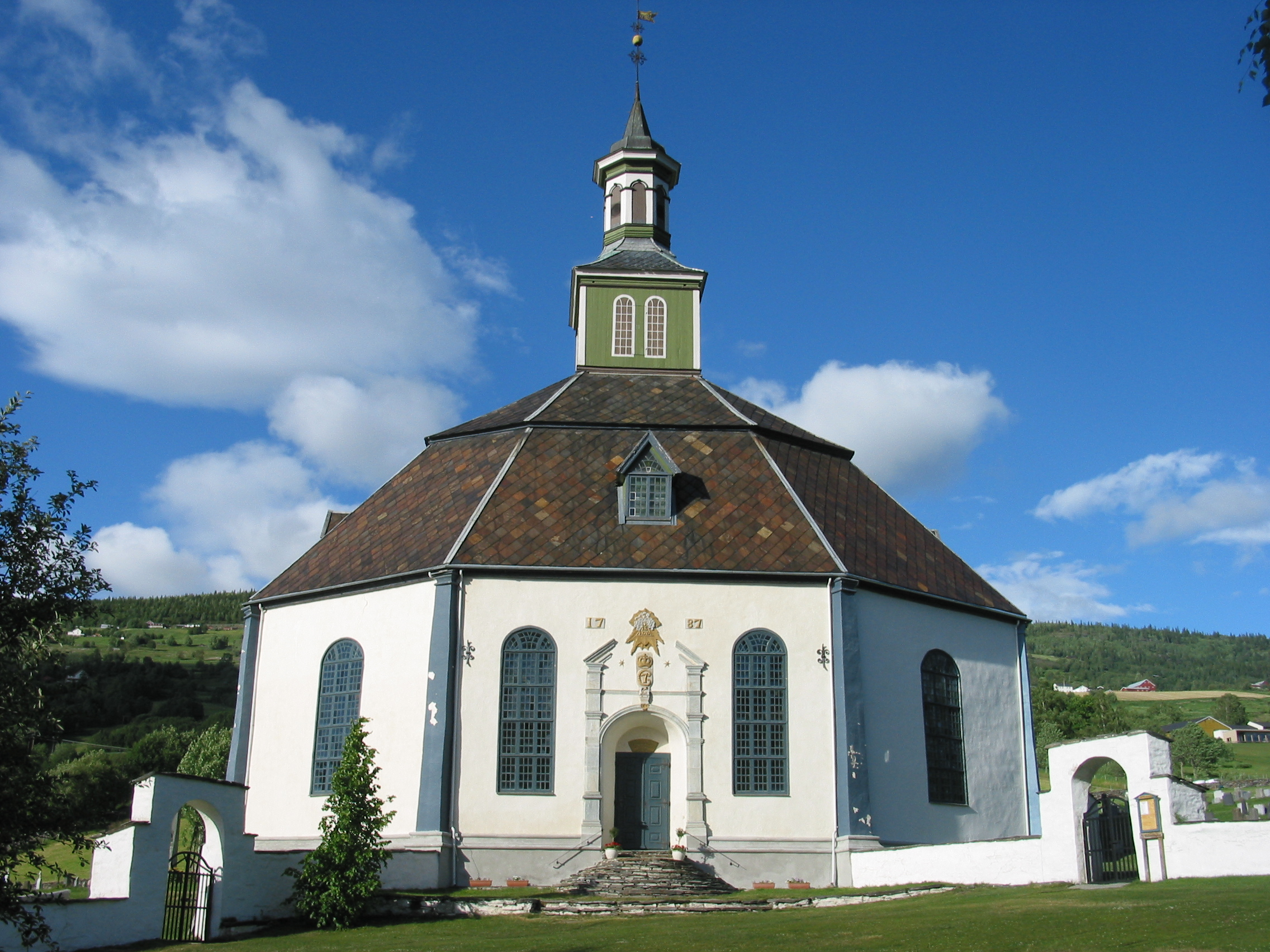
Sør-Frons kyrka, även känd som Gudbrandsdalsdomen.